# San Miguelito (sitio arqueológico)
San Miguelito es un yacimiento arqueológico perteneciente a la cultura maya,localizado en el municipio de Cancún, en el estado mexicano de Quintana Roo.

## Historia
Posclásico Tardío, 1200 d. C., a 1550 d. C., formó parte del  cacicazgo de Ekab, durante las exploraciones se recuperaron artefactos de basalto, sílex, anillos de cobre. 
El nombre hace referencia al rancho que funcionó entre los años 1950-1970.

## Ubicación

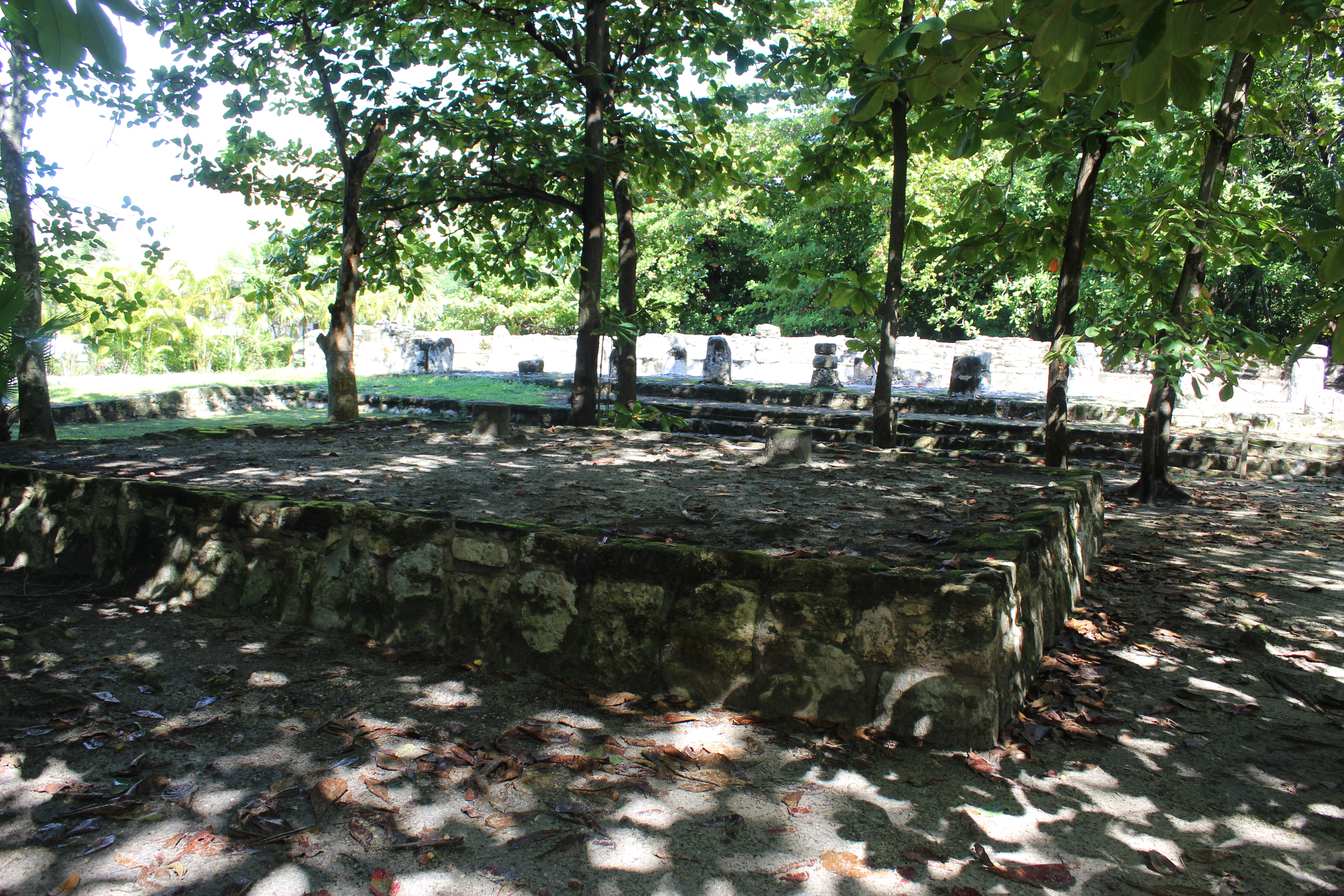
Palacio Chaak

El sitio arqueológico de San Miguelito se ubica en el corredor inferior del Museo Maya de Cancún el cual se encuentra en el kilómetro 16.5 del Boulevard Kukulkán, cerca de la zona hotelera de Cancún.

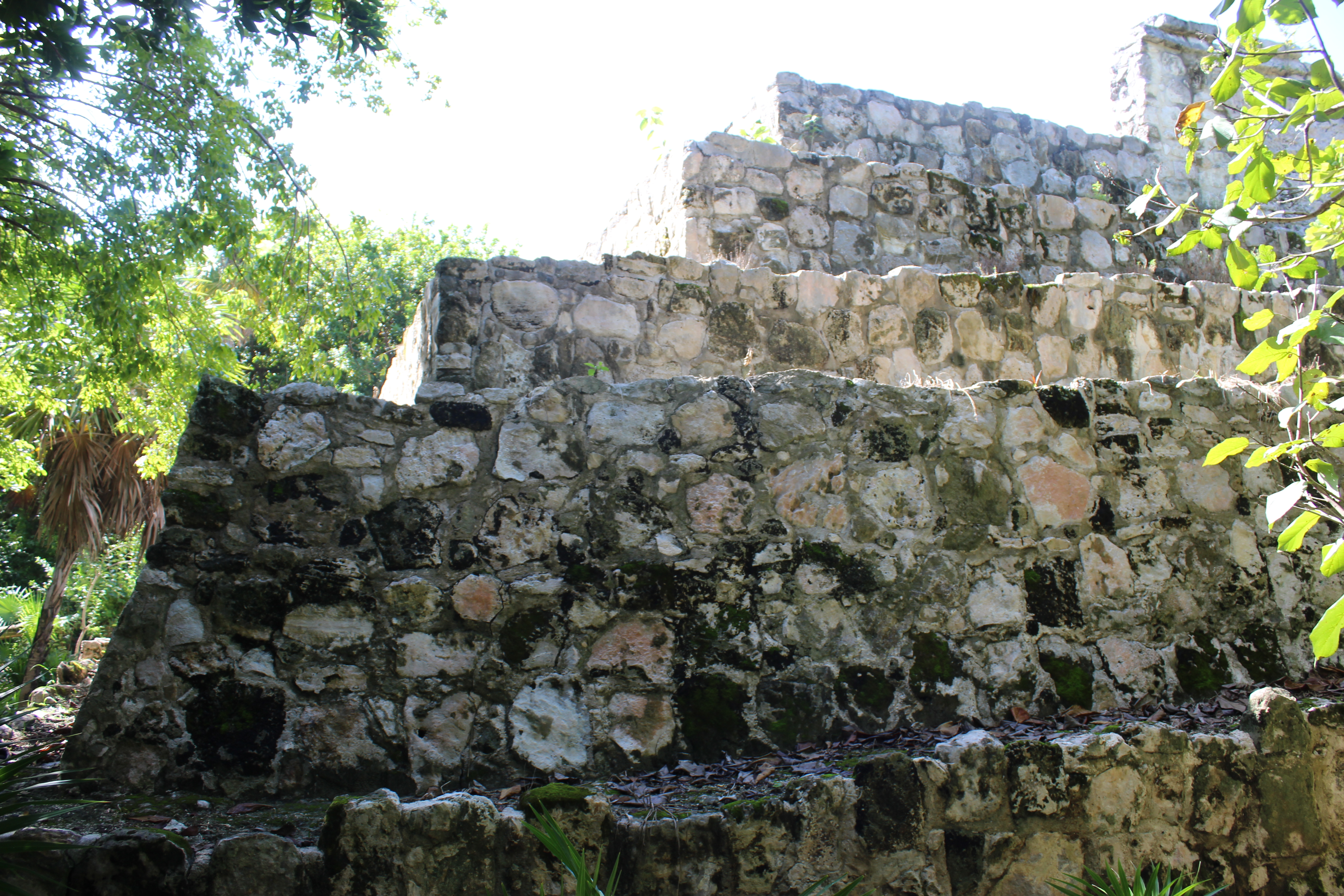
Gran Pirámide

## Descripción

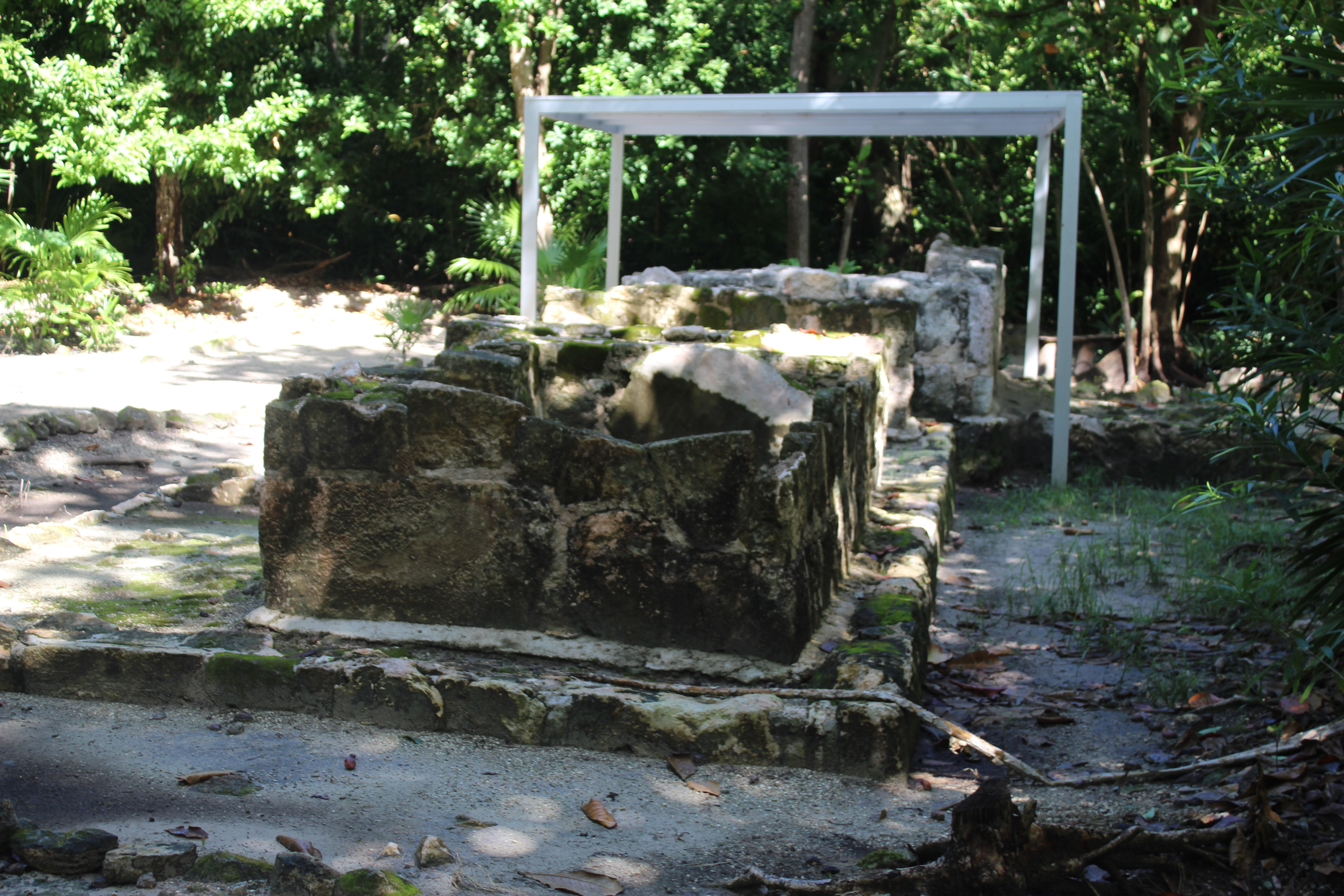
Conjunto Sur

Se señalan dos etapas: una ubicada del siglo XIII al XIV, al crearse el asentamiento (1200-1350 d. C.), y la construcción de los edificios más importantes. Es posible que en esa época San Miguelito tuviera vínculos con Tulum, Xcaret y Xelhá por la similitud de la arquitectura, perteneciente al estilo Costa Oriental. La segunda etapa se estima, hacia el siglo XVI, al comienzo de la conquista de los españoles, cuando se abandona derivado de la crisis y pobreza.
El conjunto está integrado por 14 estructuras distribuidas en 5 conjuntos: Gran Pirámide (edificio principal de 8 metros de altura y 12 metros de base), Conjunto Norte, Palacio Chaak, Conjunto de los Dragones (nombrado así en los 70 porque se encontraron cabezas de serpiente que la población identificó como dragones) y Conjunto Sur. En el resto de las estructuras eran principalmente habitacionales.

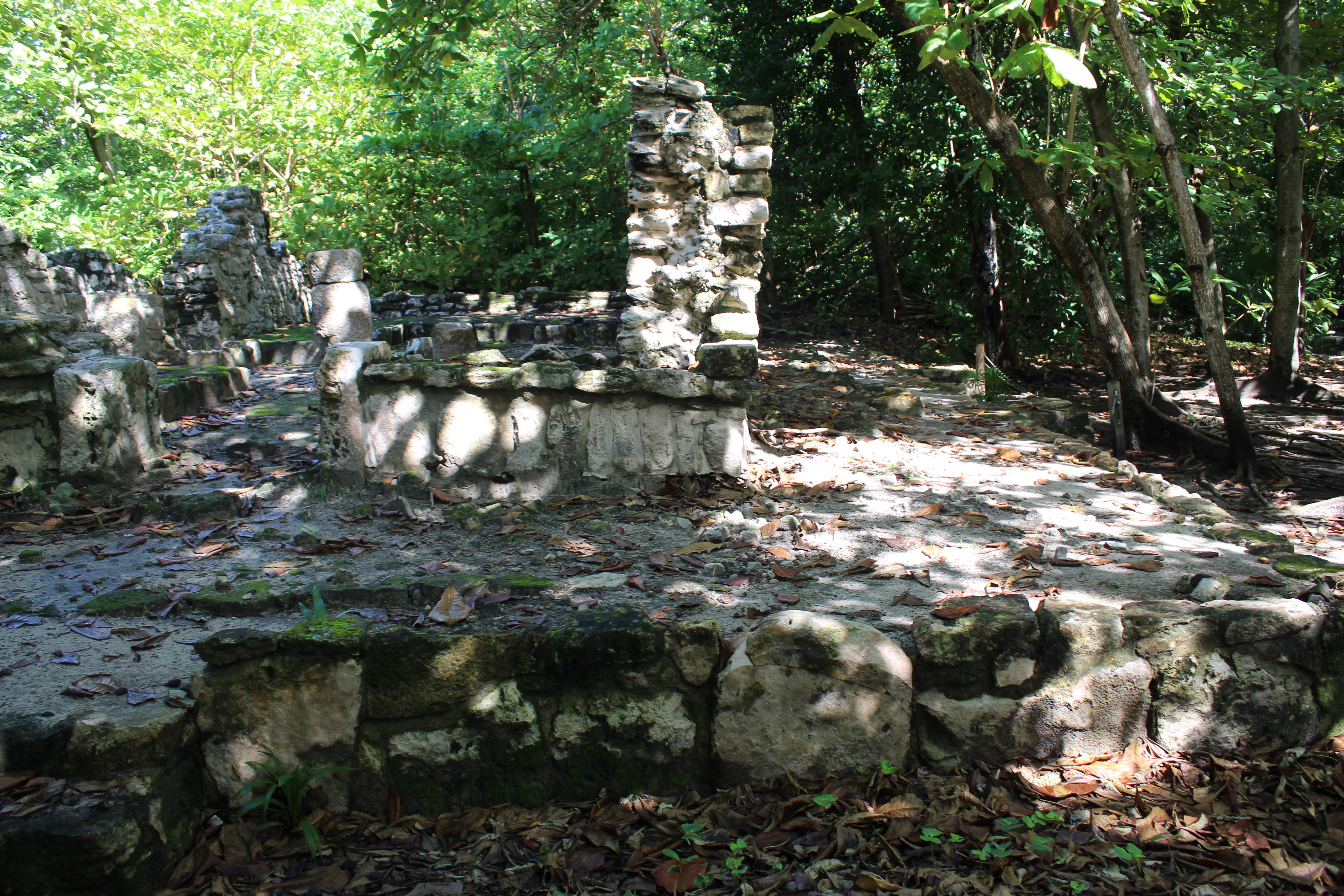
Vestigios de muros

En el Conjunto de Chaak se ubica un palacio dedicado a este personaje que representa al dios maya de la lluvia, edificación que tuvo un altar; mientras que en el Conjunto Norte hay cinco estructuras de tipo habitacional, en cuyos interiores se descubrieron 47 entierros, de los cuales 30 corresponden a infantes y el resto a adultos.